# لعب دور الإله (أخلاقيات)
لعب دور الإله هو مصطلح يشير إلى تولي صلاحيات اتخاذ القرار أو التدخل أو التحكم، وهي صلاحياتٌ مُخصصةٌ مجازيًا للإله وحده. قد تشمل الأفعال التي تُوصف بأنها لعب دور الإله، على سبيل المثال، تحديد من يُفترض أن يعيش أو يموت في ظروفٍ لا يُمكن فيها إنقاذ الجميع، واستخدام وتطوير التقنيات الحيوية مثل علم الأحياء التركيبي، والتلقيح الصناعي. عادةً ما يُستخدم هذا التعبير بازدراءٍ، ولانتقاد أو مُجادلة الأفعال التي يُفترض أنها تُشبه الإله.

## الوصف
يُعدّ لعب دور الإله مفهومًا واسعًا، يشمل مواضيع لاهوتية وعلمية. وعند استخدام هذا المصطلح، يُمكن استخدامه للإشارة إلى من يحاولون ممارسة سلطة ونفوذ كبيرين. وهو عادةً ما يكون مُهينًا، ويُوحي بالغطرسة، واستغلال السلطة، أو التلاعب بأمور لا ينبغي للبشر التدخل فيها.

## أصل التسمية
يشير لعب دور الإله عمومًا إلى استخدام شخص ما سلطته لاتخاذ قرارات تتعلق بمصير حياة شخص آخر أو حياة العديد من الناس. يُعرف اللاهوتي باول رامزي بقوله: "لا ينبغي للإنسان أن يلعب دور الإله قبل أن يتعلم كيف يكون إنسانًا، وبعد أن يتعلم كيف يكون إنسانًا لن يلعب دور الإله". يشير الإطار الديني للتعامل مع هذه العبارة إلى أن إله هذا الدين لديه خطة محددة للبشرية، وبالتالي قد يؤدي غرور الإنسان إلى إساءة استخدام التكنولوجيا المتعلقة بالحياة المقدسة أو الطبيعة. من النصوص الأدبية الشهيرة الأخرى التي تُلمّح إلى عقدة الإنسان والإله، رواية "رجال كالآلهة" لهربرت جورج ويلز، ورواية "ستكونون آلهة" لإريك فروم. يعود مفهوم المعرفة أو القوة الإلهية لدى البشر على الأقل إلى قصة الفاكهة المحرمة في سفر التكوين 3: 4-5، والتي تتضمن ترجمتها الإنجليزية التقليدية عبارة "ستكونون كآلهة".